# My Name Is Joe
My Name Is Joe is een Britse dramafilm uit 1998 onder regie van Ken Loach.

## Verhaal
Joe Kanavagh is de trainer van een klein voetbalploegje in Glasgow. De werkloze Joe staat ruim een jaar droog en heeft zich aangesloten bij de Anonieme Alcoholisten. Tijdens een klusje leert hij de maatschappelijk werkster Sarah Downie kennen. Wanneer de sociale dienst bij hem over de vloer komt, schiet zij hem te hulp. Er volgt een turbulente relatie.

## Rolverdeling
| Acteur             | Personage    |
| ------------------ | ------------ |
| Peter Mullan       | Joe Kavanagh |
| Louise Goodall     | Sarah Downie |
| Gary Lewis         | Shanks       |
| Lorraine McIntosh  | Maggie       |
| David McKay        | Liam         |
| Anne-Marie Kennedy | Sabine       |
| Scott Hannah       | Scott        |
| David Peacock      | Hooligan     |
| Gordon McMurray    | Scrag        |
| James McHendry     | Perfume      |
| Paul Clark         | Zulu         |
| Stephen McCole     | Mojo         |
| Simon Macallum     | Robbo        |
| Paul Gillan        | Davy         |
| Stephen Docherty   | Doc          |